# Cachoeira do Sul
Cachoeira do Sul este un oraș în Rio Grande do Sul (RS), Brazilia.